# Landskabstræet
Landskabstræet er en lille samling af ca. 50 forskellige slags træer, som alle bruges i Danmark. Området har sit navn, fordi det tilplantede areal set fra luften har form som et træ med 52 blade.
Samlingen er startet af organisationen Plant et Træ i 1995.
Samlingen er omtalt på Skov- og Naturstyrelsens folder om Kongelunden, der kan hentes på deres hjemmeside http://www.skovognatur.dk
55°34′55″N 12°34′13″Ø / 55.58194°N 12.57028°Ø